# Mama ist stolz
Mama ist stolz (pol. Mama jest dumna) – trzeci singel z albumu Maske rapera Sido, który jest podziękowaniem dla matki. Singel został wydany w dwóch wersjach, z czego jedna zawiera utwór z festiwalu Bundesvision Song Contest, na którym to Sido reprezentując Berlin zajął trzecie miejsce.

## Mama ist stolz
1. Mama Ist Stolz (Original)
2. Mama Ist Stolz (Instrumental)
3. Mama Ist Stolz (Fuego Remix)
4. Mama Ist Stolz (Don Tone Remix)
5. G Mein Weg

## Mama ist stolz - limitierte punkrock Version
1. Mama Ist Stolz (Original)
2. Mama Ist Stolz (Punkrock Version feat. Brainless Wankers & Shizoe)
3. Mama Ist Stolz (Fuego Rmx)
4. Mama Ist Stolz (Headrush Rmx)
5. G Mein Weg